# عبدالمجید بوربو
عبدالمجید بوربو (انگلیسی: Abdelmajid Bourebbou؛ زادهٔ ۱۶ مارس ۱۹۵۱) یک بازیکن فوتبال اهل الجزایر است.
وی عضو تیم ملی فوتبال الجزایر در جام جهانی فوتبال ۱۹۸۲ بوده است.